# Божурец
Божурец (болг. Божурец) — село в Болгарии. Расположен на побережье Чёрного моря. Находится в Добричской области, входит в общину Каварна. Население составляет 111 человек.

## Политическая ситуация
Божурец подчиняется непосредственно общине и не имеет своего кмета.
Кмет (мэр) общины Каварна —  Цонко Здравков Цонев (независимый) по результатам выборов.